# Tentyria cypria
Tentyria cypria es una especie de escarabajo del género Tentyria, tribu Tentyriini, familia Tenebrionidae. Fue descrita científicamente por Kraatz en 1865.
Se mantiene activa durante los meses de marzo y mayo.

## Descripción
Mide 14,8 milímetros de longitud. Es de color negro mate.

## Distribución
Se distribuye por España, Grecia y Chipre (en la ciudad de Lárnaca).